# 꼬마주머니쥐
꼬마주머니쥐 또는 산피그미포섬(mountain pygmy possum, 학명: Burramys parvus)은 쥐 크기(45g)의 작은 야행성 유대류의 일종이다. 오스트레일리아의 울창한 산림 지역 바위 자갈밭과 둥근 돌이 깔린 들판에서 발견되며, 주로 빅토리아주 남부와 뉴사우스웨일스주 코지우스코 국립공원의 코지우스코 산 주변의 해발 고도 1,300m와 2,230m 사이에서 서식한다. 거의 14cm에 이르는 꼬리는 물건을 쥘 수 있는 힘을 갖고 있고 몸길이 11cm보다 길다. 먹이는 곤충(보공나방과 같은)과 다육과류, 견과류, 꽃꿀 그리고 식물의 씨앗 등으로 이루어져 있다. 몸은 크림색을 띠는 복부 쪽을 제외하고, 회색의 가늘고 두꺼운 털로 덮혀 있으며 꼬리는 털이 없다. 암컷의 몸에는 배 아랫쪽에 젖꼭지가 4개인 육아낭이 있다. 꼬마주머니쥐는 꼬마주머니쥐속(Burramys)의 현존하는 유일종이다. 그리고 산림 서식지에서만 제한적으로 서식하는 유일한 오스트레일리아 포유류이다.